# 後藤猛太郎
後藤 猛太郎（ごとう たけたろう、1863年10月30日（文久3年9月18日） - 1913年（大正2年）12月4日）は、明治時代、日本で初めて南洋群島を探検した人物。日本活動フィルム会社（日活の前身）の初代社長。後藤象二郎の二男。貴族院議員。伯爵。「天下のならず者」と自称していた。

## 来歴

### 生い立ち
1863年（文久3年）、土佐藩士（上士・馬廻格）後藤象二郎の二男として、高知城下に生まれる。母は寺田剛正（左右馬）の二女（磯子）。象二郎の長男の後藤貞馬が夭逝した為、猛太郎は、事実上の長男として育てられた。

### 前半生
1870年（明治3年）、8歳より外国人宅に出入りして外国語を学ぶ。オランダへ留学するが、放蕩して多額の借金を負ったことなどから、1888年（明治21年）6月、父・象二郎から廃嫡・分籍を受け、佐藤の姓を名乗らされた。1896年（明治29年）、改心の傾向がみられるとして勘当を許され、復籍した。
外務卿井上馨の助力によって、外務省御用掛で通訳官となる。1884年（明治17年）、「南洋ミクロネシアのマーシャル諸島内の「ラエー環礁」において、日本人漂着者が現地人に殺害され食べられたらしい」という情報がイギリス捕鯨船からもたらされたことにより、後藤猛太郎と鈴木経勲が、南洋漂流邦人殺害事件の調査に派遣される。イギリス捕鯨船の「エーダ号」に乗ってマーシャル諸島に辿りつき、現地のカブワ・ラーボン大酋長に謁見して調査目的を説明し、日本人漂流者が殺害されたと言われるラエ島で調査を行う。
その後マーシャル諸島の日本領有を独断で宣言し、現地に日章旗を建てるとともに、殺害犯としてラエ島のキン・ラリエ酋長（一説には酋長の代理人）ら2名を逮捕して横浜に連行する（ただし、マーシャル諸島の領有宣言は、国際問題となることを疎んだ日本政府によって却下されたとされる）。ただし、この探検については、鈴木の『南洋探検実記』などの著作に多くの矛盾や不自然な点があり、後藤と鈴木は実際には現地に行っておらず、鈴木が後藤の了承のもとに報告書を捏造したのではないか、とする説が出されている。特に、独断で領有宣言を行ったエピソードは、鈴木が昭和期に入ってから主張しはじめたもので、客観的な裏づけがない。
新潟で銅山を経営し、新潟の芸妓との間に長男後藤保弥太が生まれる。その後、銅山経営が破綻し、当時36万円の負債をかかえ、親友の杉山茂丸邸に居候する。

### 襲爵以降
1897年（明治30年）8月4日、父象二郎が薨去したため、襲爵（伯爵）を仰せ付けられる。1897年（明治30年）12月、品川馬車鉄道会社を設立し、その社長となる。1899年（明治32年）6月19日、品川馬車鉄道が東京馬車鉄道に吸収合併される。1911年（明治44年）7月10日、貴族院伯爵議員に選出され、死去まで在任した。
台湾に渡り、後藤新平の私設秘書となる。1912年（明治45年）3月、日本活動フィルム株式会社（日活の前身）を設立してその初代社長となる。1912年（大正元年）9月10日、株式市場で「活フイ」と略称されたため、「これから発展しようという会社が“フイ”になってはいかん」と縁起を担ぎ、社名を「日本活動冩眞株式會社」と改名。略称「日活」とした。
1913年（大正2年）薨去。享年51。墓所は青山霊園(1イ13-24)。

## 栄典
- 1896年（明治29年）11月20日 - 従五位[9]

## 家族
- 祖父：後藤正晴
  - 父：後藤象二郎
  - 母：寺田剛正（左右馬）の二女（磯子）
    - 兄：後藤貞馬（夭逝）
    - 本人：後藤猛太郎
    - 妻：若山鉉吉の養女・ヨイ
      - 長男：後藤保弥太
        - 嫡孫：後藤省三

      - 二男：後藤良輔
      - 三男：後藤三郎
      - 四男：川添紫郎（川添清麿養子）
      - 紫郎の妻：原智恵子（離婚）
        - 孫（長男）：川添象郎（別名・川添象多郎）
        - 孫（二男）：川添光郎
          - 曾孫：川添隆太郎

      - 長女：雨宮良孝の妻
      - 二女：伊勢重の妻

    - 弟：後藤六弥（独逸法学博士）
    - 妹：岩崎弥之助男爵の妻（早苗）
    - 妹：大江卓の妻（小苗）
    - 妹：若山鉉吉(若山勿堂の長男）の妻（木末）
    - 妹：長與稱吉男爵の妻（延子）
    - 妹：成松公三郎の妻（五十子）